# Мамадор
Мамадор (ままどおる) — японські солодощі з Фукусіми, схожі на печиво.

## Історія
Мамадор іспанською мовою означає «сосунець» . Мамадор продається з 1967 року в Санмангоку. Шоколад Mamador також доступний протягом обмеженого часу, з жовтня по червень. У 2018 році ціна Mamador зросла з 80 єн до 100 єн через зростання цін на пшеницю.
Мамадори нагадують печиво і мають начинку з бобів адзукі.